# Ротенштейн Анатолій Олександрович
Анато́лій Олекса́ндрович Ротенште́йн (* 23 червня 1926, Богуслав — † 8 вересня 1990) — український режисер. Заслужений діяч мистецтв УРСР (1969).

## Життєпис
1956 року закінчив Київський інститут театрального мистецтва, працює у Львівському українському драматичному театрі ім. М. К. Заньковецької.
З 1962 року — режисер, з 1967 — головний режисер Львівського російського драматичного театру Радянської Армії.
Його дружина — Дехтярьова Зінаїда Миколаївна, радянська і українська акторка театру і кіно; Народна артистка УРСР (1968).
Похований на Личаківському цвинтарі поряд із дружиною.

### Серед зрежисованих вистав
- «Колеги» Василя Аксьонова — 1963, грав Богдан Ступка,
- «Святая святих» Й. Друце,
- «Кадри», «Дівчата нашої країни» І. Микитенка,
- «Остання жертва» О. Островського,
- «Марія» П. Салинського,
- «Для домашнього вогнища» за І. Франком,
- «Більшовики» М. Шатрова,
- «Комедія помилок» У. Шекспіра.
- «Перша весна»
- «Коли цвіте акація»
- «Кадри»
- «Дівчата нашої країни»
- «Любов і мундир»

(Олімпія)
- «Трихвилинна розмова»
- «Чеховська вистава»

(Ведмідь, Освідчення, Ювілей)
- «Куховарка»
- «Зруйнована цитадель»
- «Як поживаєш хлопче?»